# Premi Emmy 1992
La cerimonia della 44ª edizione dei Primetime Emmy Awards (44th Primetime Emmy Awards) si è tenuta  al Pasadena Civic Auditorium di Pasadena (California) il 30 agosto 1992.
La cerimonia fu trasmessa dalla Fox e fu presentata da Tim Allen, Kirstie Alley, e Dennis Miller; la regia fu di Walter C. Miller. Parteciparono tra gli altri Roseanne Barr, Tom Arnold, Scott Bakula, Candice Bergen, Corbin Bernsen, Beau Bridges, Lloyd Bridges, e Cindy Crawford.
Il programma fu sceneggiato da Buddy Sheffield e Bruce Vilanch.

## Primetime Emmy Awards

### Migliore serie televisiva comica o commedia
- Murphy Brown
- Brooklyn Bridge
- Cheers
- Home Improvement
- Seinfeld

### Migliore serie televisiva drammatica
- Northern Exposure
- I'll Fly Away
- Law & Order
- L.A. Law
- Quantum Leap

### Migliore attore in una serie tv commedia
- Craig T. Nelson per il ruolo di "Coach Hayden Fox" in Coach
- Ted Danson per il ruolo di "Sam Malone" in Cheers
- John Goodman per il ruolo di "Dan Conner" in Pappa e ciccia (Roseanne)
- Kelsey Grammer per il ruolo di "Dr. Frasier Crane" Cheers
- Burt Reynolds per il ruolo di "Wood Newton" in Evening Shade
- Jerry Seinfeld per il ruolo di "Jerry Seinfeld" in Seinfeld

### Migliore attore in una serie tv drammatica
- Christopher Lloyd per il ruolo di "Alistair Dimple" in Road to Avonlea
- Scott Bakula per il ruolo di "Sam Beckett" in Quantum Leap
- Kirk Douglas per il ruolo del "Generale Kalthrob" in I racconti della cripta (Tales from the Crypt)
- Michael Moriarty per il ruolo di "Ben Stone" in Law & Order
- Rob Morrow per il ruolo di "Joel Fleischman" in Northern Exposure
- Harrison Page per il ruolo di "Reverend Walters" in Quantum Leap
- Sam Waterston per il ruolo di "Forrest Bedford" in I'll Fly Away

### Migliore attrice in una serie tv commedia

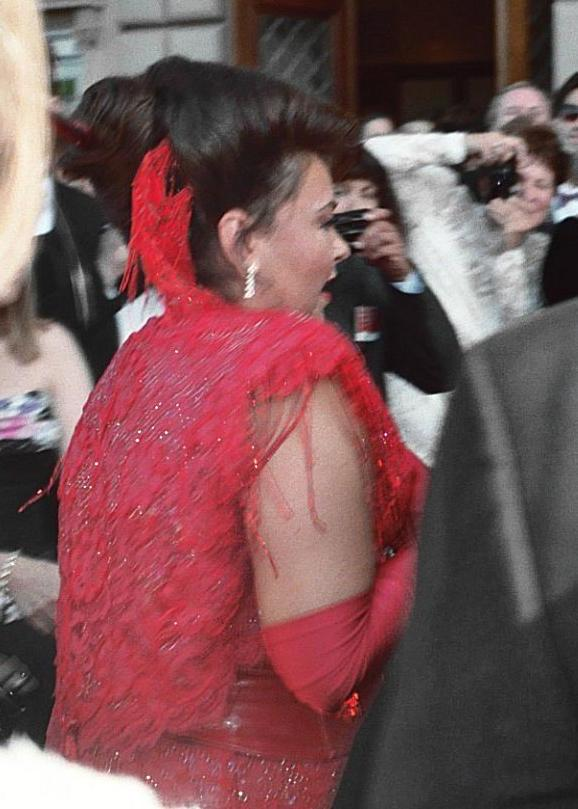
Roseanne Barr partecipa alla cerimonia

- Candice Bergen per il ruolo di "Murphy Brown" in Murphy Brown
- Kirstie Alley per il ruolo di "Rebecca Howe" in Cheers
- Roseanne Barr per il ruolo di "Roseanne Conner" in Pappa e ciccia (Roseanne)
- Tyne Daly per il ruolo di "Mimsy Borogroves" in Wings
- Marion Ross per il ruolo di "Sophie Berger" in Brooklyn Bridge
- Betty White per il ruolo di "Rose Nylund" in The Golden Girls

### Migliore attrice in una serie tv drammatica
- Dana Delany per il ruolo di "Nurse Colleen McMurphy" in China Beach
- Sharon Gless per il ruolo di "Fiona Rose 'Rosie' O'Neill" in The Trials of Rosie O'Neill
- Shirley Knight per il ruolo di "Melanie Cullen" in Law & Order
- Angela Lansbury per il ruolo di "Jessica Fletcher" in Murder, She Wrote
- Kate Nelligan per il ruolo di "Sydney Carver" in Road to Avonlea
- Regina Taylor per il ruolo di "Lilly" in I'll Fly Away

### Migliore attore non protagonista in una serie tv commedia
- Michael Jeter per il ruolo di "Herman Stiles" in Evening Shade
- Jason Alexander per il ruolo di "George Costanza" in Seinfeld
- Charles Durning per il ruolo di "Dr. Harlan Elldridge"  in Evening Shade
- Harvey Fierstein per il ruolo di "Mark Newberger" in Cheers
- Jay Thomas per il ruolo di "Jerry Gold" in Murphy Brown
- Jerry Van Dyke per il ruolo di "Assistant Coach Luther Horatio Van Dam" in Coach

### Migliore attore non protagonista in una serie tv drammatica
- Richard Dysart per il ruolo di "Leland McKenzie" in L.A. Law
- Edward Asner per il ruolo di "Walter Kovacs" in The Trials of Rosie O'Neill
- John Corbett per il ruolo di "Chris Stevens" in Northern Exposure
- Richard Kiley per il ruolo di "Doug" in The Ray Bradbury Theater
- Jimmy Smits per il ruolo di "Victor Sifuentes" in L.A. Law
- Dean Stockwell per il ruolo di "Al the Observer" in Quantum Leap

### Migliore attrice non protagonista in una serie tv commedia
- Laurie Metcalf per il ruolo di "Jackie Harris" in Pappa e ciccia (Roseanne)
- Julia Louis-Dreyfus per il ruolo di "Elaine Benes" in Seinfeld
- Faith Ford per il ruolo di "Corky Sherwood" in Murphy Brown
- Estelle Getty per il ruolo di "Sophia Petrillo" in The Golden Girls
- Alice Ghostley per il ruolo di "Bernice Clifton" in Designing Women
- Frances Sternhagen per il ruolo di "Esther Clavin" in Cheers

### Migliore attrice non protagonista in una serie tv drammatica
- Valerie Mahaffey per il ruolo di "Eve" in Northern Exposure
- Mary Alice per il ruolo di "Marguerite Peck" in I'll Fly Away
- Barbara Barrie per il ruolo di "Mrs. Bream" in Law & Order
- Conchata Ferrell per il ruolo di "Susan Bloom" in L.A. Law
- Cynthia Geary per il ruolo di "Shelly Tambo" in Northern Exposure
- Marg Helgenberger per il ruolo di "K.C" in China Beach
- Kay Lenz per il ruolo di "Maggie Zombro" in Ragionevoli dubbi (Reasonable Doubts)

### Migliore sceneggiatura per una serie tv drammatica
- Northern Exposure (Diane Frolov, Andrew Schneider)
- China Beach (Carol Flint, John Wells, Lydia Woodward, John Sacret Young)
- I'll Fly Away (David Chase)
- Northern Exposure (Robin Green)
- Northern Exposure (Jeff Melvoin)

### Migliore regia per una serie tv drammatica
- I'll Fly Away (Eric Laneuville)
- China Beach (Mimi Leder)
- L.A. Law (Rick Wallace)
- Northern Exposure (Jack Bender)
- The Trials of Rosie O'Neill (Nancy Malone)

### Migliore sceneggiatura per una serie tv commedia
- Seinfeld (Larry David The Contest)
- Murphy Brown (Gary Dontzig, Steven Peterman)
- Murphy Brown (Diane English, Korby Siamis)
- Pappa e ciccia (Roseanne) (Jennifer Heath, Amy Sherman)
- Seinfeld (Larry Charles, Elaine Pope) "The Outing"
- Seinfeld (Larry David, Don McEnery, Bob Shaw)

### Migliore regia per una serie tv commedia
- Murphy Brown (Barnet Kellman)
- Brooklyn Bridge (Sam Weisman)
- Cheers (James Burrows)
- Murphy Brown (Lee Shallat Chemel)
- Seinfeld (David Steinberg)